# Staphorst in tegenlicht
Staphorst in tegenlicht is een documentaire uit 2007 van Emile van Rouveroy van Nieuwaal. De documentaire toont de spanning tussen geloof en praktijk in de religieuze gemeenschap van het Overijsselse dorp Staphorst.
Om de Staphorster gemeenschap te leren kennen, bezocht Van Rouveroy enkele jaren de kerkdiensten in de Dorpskerk van de hersteld-hervormde gemeente. Van Rouveroy zelf zegt over het dorp: Staphorst is als een ui waarvan je langzaam de schillen afpelt om tot de kern te komen. Wanneer je eindelijk tot die kern doordringt, wordt duidelijk dat in het dorp een spanningsveld bestaat tussen traditie en kerk enerzijds en democratisch bestuur en vrije keus van het individu anderzijds. Een belangrijk persoon in de documentaire is Ds. Tj. de Jong als predikant en lokale voorzitter van de SGP. Daarnaast is Hilligje Kok-Bisschop een belangrijke persoon in de film. De documentaire zet vraagtekens bij de vermeende belangenverstrengeling van geloof en politiek in Staphorst.
Eind 2007 werd de documentaire uitgezonden op TV Oost. Op zondag 22 jun 2008 is de documentaire uitgezonden door de IKON.
Staphorst in tegenlicht won in februari 2008 de NL-Award 2007 in de categorie bijzondere externe producties.
In 2010 maakte Van Rouveroy van Nieuwaal een vergelijkbare documentaire over Rijssen getiteld Rijssens stille oorlog.
In 2013 volgde de documentaire Houdt God van vrouwen? over Hilligje Kok-Bisschop.